# Kevin (Montana)
Pour les articles homonymes, voir Kevin.
Kevin est une municipalité américaine située dans le comté de Toole, dans le Montana.
La ville est fondée en 1910, lorsqu'un bureau de poste y est implanté. Elle doit son nom à Thomas Kevin, cadre de l'Alberta Railway and Irrigation Company, une compagnie de chemin de fer allant du sud du Montana à l'Alberta canadienne,.
Selon le recensement de 2010, Kevin compte 154 habitants. La municipalité s'étend sur 0,37 mille carré (0,96 km2), dont 0,34 mille carré (0,88 km2) de terres.
Kevin se trouve à proximité des champs pétrolifères de Kevin-Sunburst, parmi les plus importants de l'État,.